# Liste der Stolpersteine in Graz (links der Mur)

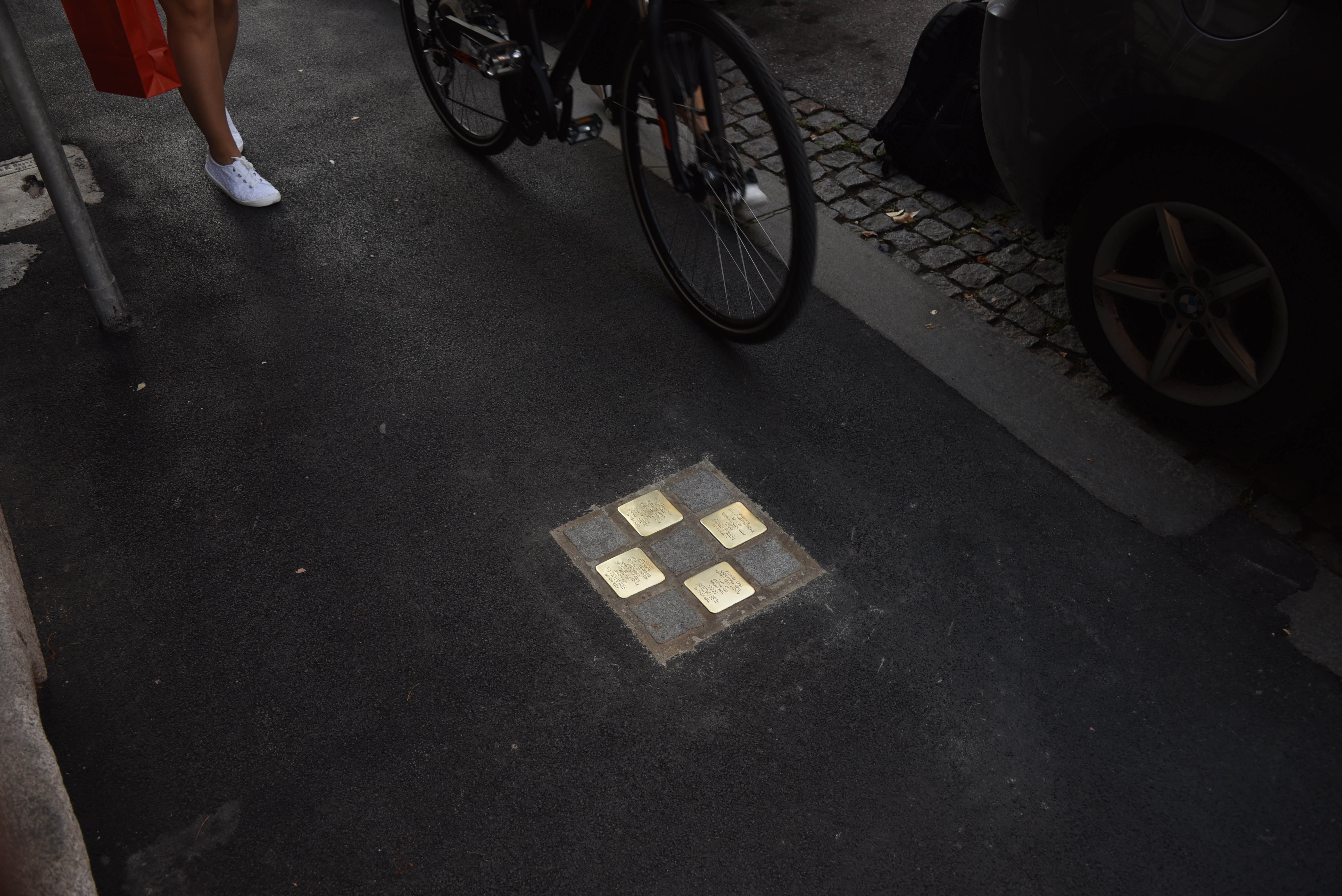
Stolpersteine in der Mandellstraße

Die Liste der Stolpersteine in Graz (links der Mur) enthält Stolpersteine in der Stadt Graz, links der Mur. Stolpersteine erinnern an das Schicksal der Menschen, die von den Nationalsozialisten ermordet, deportiert, vertrieben oder in den Suizid getrieben wurden. Die Stolpersteine wurden von Gunter Demnig gefertigt, viele von ihm persönlich verlegt; Planung, Organisation und Finanzierung erfolgten durch den Verein für Gedenkkultur in Graz, zahlreiche Personen spenden die Verlegung eines Steins.

## Verlegte Stolpersteine

### I. Innere Stadt
Im Bezirk Innere Stadt, dem 1. Bezirk von Graz, wurden 26 Stolpersteine an dreizehn Stellen verlegt.
| Stolperstein | Inschrift | Verlegeort                                         | Name, Leben |
| ------------ | --- | -------------------------------------------------- | --- |
|              | HIER ARBEITETE FRANZ BARANYAI JG. 1891 DEPORTIERT ERMORDET JULI 1943 AUSCHWITZ                                                                                         | Paulustorgasse 8 ·                                 | Franz Baranyai (geboren 1891) war Polizist beim Sicherheits- und Hilfsdienst in Graz und beschwerte sich brieflich beim Reichsstatthalter wegen „ungerechtfertigter Behandlung als Zigeuner“. Eine Überprüfung der Statthalterei ergab, dass er in der „Zigeunerevidenz“ seines Heimatorts aufschien. Seine Brüder waren schon deportiert worden, seine Deportation war geplant. Obwohl er einen Ariernachweis vorlegen konnte, wurde entschieden, dass er „als Vollzigeuner zu betrachten“ sei. Im April 1942 wurde er aus dem Polizeidienst entlassen, verlor danach immer wieder seine Arbeitsstellen, da der Landrat von Fürstenfeld ständig bei Arbeitgebern auf seine „Zigeuner-Abstammung“ hinwies. Baranyai wurde deportiert und im Juli 1943 im KZ Auschwitz-Birkenau ermordet. |
|              | HIER WOHNTE HILDEGARD BURGER GEB. FREIHSE JG. 1903 IM WIDERSTAND/KPÖ VERHAFTET 1941 'HOCHVERRAT' TODESURTEIL 20.5.1943 HINGERICHTET 23.9.1943                          | Sackstraße 26 ·                                    | Hildegard Burger geb. Freihse wurde am 6. November 1905 in Zeltweg geboren, lebte als Hausfrau in Graz, unterstützte die Rote Hilfe und war ab 1940 im kommunistischen Widerstand als Verbindungsfrau aktiv. Sie wurde 1935, 1939 und zuletzt 1941 von der Gestapo verhaftet. Am 20. Mai 1943 wurde sie wegen „Vorbereitung zum Hochverrat“, etwa durch Weitergabe der Zeitschrift Der rote Stosstrupp, vom Oberlandesgericht Wien, das in Graz tagte, zum Tode verurteilt und am 23. September 1943 im Landesgericht Graz durch das Fallbeil hingerichtet. Ihr Name findet sich auf der Gedenktafel im ehemaligen Hinrichtungsraum des Grazer Landesgerichts. |
|              | HIER ARBEITETE MARIA (MARY) DICKER GEB. KOREF JG. 1867 GESCHÄFT 1938 'LIQUIDIERT' UNFREIWILLIG VERZOGEN 1939 WIEN SCHICKSAL UNBEKANNT                                  | Sackstraße 16 ·                                    | Maria Dicker |
|              | HIER ARBEITETE MICHAEL DICKER JG. 1867 GESCHÄFT 1938 'LIQUIDIERT' SCHICKSAL UNBEKANNT                                                                                  | Sackstraße 16 ·                                    | Michael Dicker, Geschäftspartner von Markus Silberstein |
|              | HIER ARBEITETE ROSA DICKER JG. 1872 GESCHÄFT 'ARISIERT' 1938 UNFREIWILLIG VERZOGEN 1939 WIEN DEPORTIERT 20.6.1942 THERESIENSTADT 1942 TREBLINKA ERMORDET               | Albrechtgasse 4 ·                                  | Rosa Dicker |
|              | HIER WOHNTE ROSA DICKER JG. 1872 GESCHÄFT 'ARISIERT' 1938 UNFREIWILLIG VERZOGEN 1939 WIEN DEPORTIERT 20.6.1942 THERESIENSTADT 1942 TREBLINKA ERMORDET                  | Sackstraße 21 ·                                    | Rosa Dicker |
|              | HIER WOHNTE ANKE EDLINGER GEB. SUKNAIĆ JG. 1892 IM WIDERSTAND / KPÖ VON GESTAPO VERHAFTET 19.9.1944 DEPORTIERT RAVENSBRÜCK BEFREIT                                     | Joanneumring 16                                    | Anke Edlinger, geborene Suknaić (1892–1980) kpoe-steiermark.at |
|              | HIER ARBEITETE ELLA FLESCH JG. 1900 FLUCHT 1933 AUS LEIPZIG FLUCHT 1938 SCHWEIZ                                                                                        | Opernring vor der Oper ·                           | Ella Flesch, Sopransängerin, geboren 1900 |
|              | HIER WOHNTE EDUARD HAFNER JG. 1850 FLUCHT 1939 JUGOSLAWIEN | Neutorgasse 49 ·                                   | Eduard Hafner |
|              | HIER WOHNTE/ARBEITETE WALTER HAFNER JG. 1890 GESCHÄFT 'ARISIERT' 1938 FLUCHT 1939 JUGOSLAWIEN, FRANKREICH INTERNIERT 1940 LIBOURNE ENTLASSEN FLUCHT 1941 TRINIDAD, USA | Neutorgasse 49                                     | Walter Hafner |
|              | HIER ARBEITETE HERTHA HEGER JG. 1918 MÄRZ 1938 ENTLASSEN FLUCHT 1939 SCHWEIZ                                                                                           | Opernring vor der Oper ·                           | Hertha Heger, Schauspielerin, geboren 1918 |
|              | HIER WOHNTE ANNA HERZOG GEB. REICH JG. 1883 UNFREIWILLIG VERZOGEN 1938 WIEN FLUCHT 1939 ENGLAND                                                                        | Radetzkystraße 8 ·                                 | Anna Herzog |
|              | HIER WOHNTE UND ARBEITETE DAVID HERZOG JG. 1869 VERHAFTET MÄRZ 1938 MISSHANDELT UNFREIWILLIG VERZOGEN 1938 WIEN FLUCHT 1939 ENGLAND                                    | Radetzkystraße 8 ·                                 | David Herzog, Historiker und Landesrabbiner für Steiermark und Kärnten. An ihn und seine Misshandlung erinnert weiters eine Gedenktafel am Haus Radetzkystraße 8 und das "Lauftext Mahnmal" (2013 und 2021) von Catrin Bolt, das sich auf Gehsteigen von dort bis zum Griesplatz hinzieht. |
|              | HIER WOHNTE FRIEDRICH HERZOG JG. 1907 FLUCHT 1939 SCHWEDEN 1940 USA | Radetzkystraße 8 ·                                 | Friedrich Herzog, Sohn von David und Anna |
|              | HIER WOHNTE ROBERT HERZOG JG. 1903 UMZUG FRANKREICH INTERNIERT DRANCY DEPORTIERT 1943 SOBIBOR, MAJDANEK SCHICKSAL UNBEKANNT                                            | Radetzkystraße 8 ·                                 | Robert Herzog, Sohn von David und Anna |
|              | HIER ARBEITETE FRITZ JAHODA JG. 1909 FLUCHT 1933 AUS KÖLN FLUCHT 1938 ENGLAND, USA                                                                                     | Opernring vor der Oper ·                           | Fritz Jahoda, Pianist und Dirigent, geboren 1909 |
|              | HIER WOHNTE HANS LANG JG. 1912 FLUCHT 1938 PALÄSTINA | Kaiserfeldgasse 21                                 | Hans Lang |
|              | HIER WOHNTE AMALIE 'MELANIE' SILBERSTEIN JG. 1919 'SCHUTZHAFT' 1938 FLUCHT 1939 ENGLAND                                                                                | Kapistran Pieller-Platz (vorher Neutorgasse 6–8) · | Amalie "Melanie" Silberstein, Familie Silberstein (Neutorgasse) |
|              | HIER WOHNTE OTMAR SILBERSTEIN JG. 1921 MAI 1938 DER SCHULE VERWIESEN 'SCHUTZHAFT' 1938 DACHAU ENTLASSEN 23.12.1938 FLUCHT 1939 ENGLAND USA                             | Kapistran Pieller-Platz (vorher Neutorgasse 6–8) · | Otmar Silberstein (2), Familie Silberstein (Neutorgasse), Sohn von Robert und Rejla Feiga |
|              | HIER WOHNTE/ARBEITETE REJLA FEIGA SILBERSTEIN JG. 1894 GESCHÄFT 1938 'ARISIERT' 'SCHUTZHAFT' 1938 FLUCHT 1939 ENGLAND                                                  | Kapistran Pieller-Platz (vorher Neutorgasse 6–8) · | Rejla Feiga Silberstein, Familie Silberstein (Neutorgasse) |
|              | HIER WOHNTE/ARBEITETE ROBERT SILBERSTEIN JG. 1894 GESCHÄFT 1938 'ARISIERT' 'SCHUTZHAFT' 1938 FLUCHT 1939 ITALIEN, FRANKREICH IN FRZ. ARMEE FLUCHT 1942 USA             | Kapistran Pieller-Platz (vorher Neutorgasse 6–8) · | Robert Silberstein, Familie Silberstein (Neutorgasse), Bruder von Markus (Modehaus) |
|              | HIER WOHNTE SAMUEL SILBERSTEIN JG. 1924 'SCHUTZHAFT' 1938 FLUCHT 1939 ENGLAND USA                                                                                      | Kapistran Pieller-Platz (vorher Neutorgasse 6–8) · | Samuel Silberstein Sohn von Robert und Rejla Feiga, der Stolperstein wurde zwischen 2016 und 2022 ausgetauscht. |
|              | HIER WOHNTE FRIEDERIKE SPIEGEL GEB. LUSTIG JG. 1900 FLUCHT 1938 FRANKREICH 1939 PALÄSTINA                                                                              | Schmiedgasse 38 ·                                  | Friederike Spiegel |
|              | HIER WOHNTE LEO SPIEGEL JG. 1890 VERHAFTET 9.11.1938 FLUCHT 1938 FRANKREICH 1939 PALÄSTINA                                                                             | Schmiedgasse 38 ·                                  | Leo Spiegel |
|              | HIER WOHNTE SUSANNE SPIEGEL JG. 1925 FLUCHT 1938 FRANKREICH 1939 PALÄSTINA                                                                                             | Schmiedgasse 38 ·                                  | Susanne Spiegel |
|              | HIER ARBEITETE ALBERT WEINBERGER JG. 1906 BERUFSVERBOT 1938 FLUCHT 1939 SCHWEIZ, PALÄSTINA                                                                             | Herrengasse 3 ·                                    | Albert Weinberger wurde am 9. Februar 1906 in Preßburg geboren. Seine Eltern waren der Gemischtwarenhändler Moritz Weinberger (1872–1938) und Berta geb. Lustig (1872–1931). Er hatte fünf Geschwister. Er studierte Rechtswissenschaften und wurde Rechtsanwalt in Graz. 1938/39 war er interimistischer Vorstand der Jüdischen Gemeinde Graz. 1939 flüchteten er, seine beiden Brüder, eine seiner Schwestern und weitere Verwandte nach Palästina. 1954 kehrte er nach Österreich zurück. Er starb 1988 in Wien. Stolpersteine für seinen Vater, drei Geschwister, einen Schwager und einen Neffen wurden in Frohnleiten verlegt, siehe Liste der Stolpersteine in Frohnleiten. |

### II. St. Leonhard
Im Bezirk St. Leonhard, dem 2. Bezirk von Graz, wurden sechszehn Stolpersteine an dreizehn Stellen verlegt.
| Stolperstein | Inschrift | Verlegeort               | Name, Leben |
| ------------ | --- | ------------------------ | --- |
|              | HIER WOHNTE ODILIE BORGES JG. 1864 UNFREIWILLIG VERZOGEN 1939 DEPORTIERT 1942 THERESIENSTADT MALY TROSTINEC ERMORDET                                                                          | Alberstraße 18 ·         | Ottilie Borges wurde am 7. November 1864 in Prag geboren. Sie war mit einem Gerichtsvorsteher von Gröbming verheiratet, der früh starb. Sie blieb kinderlos, betätigte sich als Hausfrau und erteilte Französischunterricht. Ende 1939 war sie als Jüdin gezwungen, ihre Wohnung in der Alberstraße 18 zu räumen und in eine Sammelwohnung in Wien zu übersiedeln. Am 28. Juni 1942 wurde sie von ihrem letzten Aufenthaltsort Seegasse 16, Wien 9, Richtung Theresienstadt deportiert. Am 25. August 1942 erfolgte ihre Überstellung ins Vernichtungslager Maly Trostinez südöstlich von Minsk, wo sie ermordet wurde. |
|              | HIER WOHNTE KARL DREWS JG. 1901 IM WIDERSTAND/KPÖ VERHAFTET 28.7.1941 TODESURTEIL 28.7.1942 HINGERICHTET 7.10.1942                                                                            | Elisabethstraße 14 ·     | Karl Drews wurde am 29. Oktober 1901 in Triest als Sohn eines Maschinenoffiziers geboren, nach dessen Pensionierung die Familie von Triest nach Graz übersiedelte. Flucht nach Frankreich, seine Frau wurde von der Gestapo verhaftet und floh nach Großbritannien. Nach seinem ersten Auftritt an der Grazer Oper im September 1938 wurde er im Zuge einer Verhaftungswelle gegen Kommunisten verhaftet, aber nach wenigen Tagen freigelassen. Karl Drews half beim Netzwerkaufbau in der Steiermark für die KPÖ. Nach einer Denunziation wurde er im Februar 1941 dafür verhaftet, am 28. Juli 1942 in Graz zum Tode verurteilt und am 7. Oktober 1942 in Wien hingerichtet. |
|              | HIER WOHNTE ALOIS GOGG MILTON F. WEBER JG. 1910 FLUCHT 1939 ITALIEN INTERNIERT 1940 LAGER CAMPAGNA TORTORETO FLUCHT 1941 USA                                                                  | Mandellstraße 4 ·        | Alois Gogg (1910–1968) |
|              | HIER WOHNTE ILSE CÄZILIE GOGG ILSE WEBER GEB. POLLAK JG. 1911 FLUCHT 1939 ITALIEN 1940 FRANKREICH 1942 SCHWEIZ                                                                                | Mandellstraße 4 ·        | Ilse Cäzilie Gogg (1911–?) |
|              | HIER WOHNTE PETER GOTTHILF GOGG PETER GOTTHILF WEBER JG. 1936 KINDERTRANSPORT 1939 SCHWEDEN                                                                                                   | Mandellstraße 4 ·        | Peter Gotthilf Gogg (1936–?) |
|              | HIER WOHNTE GISELA JANUSZEWSKA GEB. ROSENFELD JG. 1867 UNFREIWILLIG VERZOGEN 1940 WIEN DEPORTIERT 1942 THERESIENSTADT ERMORDET 2.3.1943                                                       | Naglergasse 18 ·         | Gisela Januszewska |
|              | HIER WOHNTE DR. NATHAN (NORBERT) KANDEL JG. 1891 'SCHUTZHAFT' 1938 DACHAU FLUCHT 1939 BELGIEN VERHAFTET 10.5.1940 ST. CYPRIEN, DRANCY DEPORTIERT 1942 AUSCHWITZ ERMORDET 31.1.1945 MAUTHAUSEN | Sparbersbachgasse 48 ·   | Nathan Kandel |
|              | HIER LEBTE ALFRED MITKROIS JG. 1897 VERHAFTET SEPT. 1939 AB 1940 HAFT IN VERSCHIEDENEN KZ ZULETZT DACHAU ERMORDET 29.1.1941                                                                   | Elisabethstraße 18 ·     | Alfred Mitkrois stammte aus einer aus Offiziersfamilie, besuchte die Militärakademie, studierte einige Monate in Graz, wohnte ab 1918 in der Elisabethstraße 18, kam als Hauptmann 1926 wegen verbotener Homosexualität vor Gericht, protestierte gemeinsam mit seinem Freund schriftlich beim Bundeskanzleramt und forderte als einer der ersten die Streichung des Strafrechtsparagraphen. Nach seiner Verurteilung wurde er in Graz Buchhalter. Nach Ermittlungen der Gestapo gegen zahlreiche homosexuelle Männer wurde er im September 1939 in Untersuchungshaft genommen. Am 20. März 1940 wurde er wegen „Unzucht wider die Natur“ zu drei Monaten schwerem Kerker verurteilt. Am 24. August 1940 wurde er im KZ Dachau registriert und als politischer Schutzhäftling geführt, wohl weil er auch ein Gegner des Nationalsozialismus und mit dem Widerstand vernetzt war. Er wurde in das KZ Sachsenhausen, dann in das KZ Neuengamme und am 22. Jänner 1941 wieder nach Dachau verlegt und starb dort am 29. Jänner 1941. |
|              | HIER WOHNTE JOSEF NEUHOLD JG. 1890 IM WIDERSTAND VERHAFTET 1.2.1941 VERURTEILT 28.7.1942 IN HAFT GEFOLTERT TOT 25.8.1942                                                                      | Rechbauerstraße 27 ·     | Josef Neuhold (geboren am 15. August 1890 in Graz) war gelernter Steindrucker und Angestellter. 1919 war er Soldatenrat im Arbeiterhilfskorps und bis 1934 Mitglied der Sozialdemokratischen Partei und des Republikanischen Schutzbundes sowie Obmann des Senefelderbundes. 1934 trat er in die KPÖ ein und baute zusammen mit Karl Drews, Franz Weiß und Anton Kröpfl eine in der Steiermark vernetzte kommunistische Widerstandsgruppe auf. Am 1. Februar 1941 wurde Neuhold verhaftet und am 28. Juli 1942 in Graz vom Volksgerichtshof zum Tode verurteilt. Noch vor der Vollstreckung des Urteils starb er am 25. August 1942 in Wien aufgrund der Misshandlungen in der Haft. |
|              | HIER WOHNTE MARIA NEUHOLD GEB. SPENDIER JG. 1894 IM WIDERSTAND/KPÖ VERURTEILT 18.5.1943 'HOCHVERRAT' OLG GRAZ ZUCHTHAUS WALDHEIM BEFREIT 7.5.1945 TOT AN HAFTFOLGEN                           | Rechbauerstraße 27 ·     | Maria Neuhold |
|              | HIER WOHNTE FRIDA POLLAK GEB. HEIMAN JG. 1876 FLUCHT 1939 ITALIEN 1940 FRANKREICH INTERNIERT REILANNE, DRANCY DEPORTIERT 1944 AUSCHWITZ ERMORDET                                              | Mandellstraße 4 ·        | Frida Pollak (1876–1944/45) |
|              | HIER WOHNTE JOSEF SCHARFSTEIN JG. 1905 VERHAFTET 1938 GRAZ GEGEN KAUTION ENTLASSEN FLUCHT 1939 ENGLAND, ECUADOR                                                                               | Ruckerlberggürtel 14 ·   | Josef Scharfstein, später José |
|              | HIER WOHNTE FRIEDRICH SCHÖNINGER JG. 1893 VERURTEILT 15.2.1939 DEPORTIERT 25.5.1939 EMSLANDLAGER, DACHAU, RAVENSBRÜCK, SACHSENHAUSEN 'VERLEGT' 6.8.1952 TB-STATION DACHAU TOT 8.9.1942        | Schörgelgasse 79 ·       | Friedrich Schöninger |
|              | HIER WOHNTE FRANZ SCHWARZL JG. 1897 VERURTEILT 20.3.1940 DEPORTIERT 1941 KZ GUSEN ERMORDET 23.3.1943                                                                                          | Rechbauerstraße 3 ·      | Franz Schwarzl wurde am 25. Dezember 1897 in Graz als Sohn eines höheren Beamten geboren, studierte vier Semester Pharmazie, heiratete und ließ sich in Deutschland als Apothekenassistent nieder. Gegen den Geschiedenen schwebte 1936 in Danzig ein Verfahren wegen „widernatürlicher Unzucht“. Am 16. Juni 1936 wurde er vom Landgericht Hamburg wegen fortgesetzten „Verführens eines Mannes unter 21“ zu 2 Jahren 3 Monaten Zuchthaus verurteilt, außerdem verstieß er als Österreicher in Deutschland gegen das Reichsverweisungsgesetz. Er kam ins Zuchthaus Hamburg-Fuhlsbüttel, dann nach Bremen-Oslebshausen. Am 11. November 1937 wurde seine Strafe unterbrochen und es erfolgte die Ausweisung aus Deutschland. Er kehrte nach Graz zurück. Hier wurde er im Dezember 1939 von der Gestapo angezeigt wegen mehrmaligem Sex 1938 mit einem 19-jährigen in seiner Wohnung Rechbauerstraße 3. Am 20. März 1940 wurde er in Graz wegen „Unzucht wider die Natur desselben Geschlechts“ nach § 129 Ib zu einem Jahr schwerem Kerker verurteilt. Auf Anweisung der Kriminalpolizeistelle Graz transportierte man ihn am 11. März 1941 in das KZ Mauthausen, Außenlager Gusen, wo er die Häftlingsnummer 11119 erhielt. Franz Schwarzl starb dort am 23. März 1943 im Alter von 45 Jahren. In Hamburg-Neustadt erinnert ein weiterer Stolperstein an ihn. |
|              | HIER WOHNTE DR. OTTO SPIEGEL JG. 1886 VERHAFTET 13.3.1938 FLUCHT 1938 FRANKREICH TOT 1943 | Beethovenstraße 17 ·     | Otto Spiegel (1886–1943) |
|              | HIER WOHNTE MARTIN WOLFGANG TORNQUIST JG. 1900 SEIT 1925 VERSCHIEDENE HEILANSTALTEN 'VERLEGT' HEILANSTALT FELDHOF-GRAZ ERMORDET 11.2.1945                                                     | Gabriel-Seidl-Gasse 10 · | Martin Wolfgang Tornquist |

### III. Geidorf
Im Bezirk Geidorf, dem 3. Bezirk von Graz, wurden vierzehn Stolpersteine an sechs Stellen verlegt.
| Stolperstein | Inschrift | Verlegeort            | Name, Leben |
| --- | --- | --------------------- | --- |
| | HIER WOHNTE ALOIS BLÜHWEIS JG. 1876 VON SS MISSHANDELT 1938 GESCHÄFT 1938 'ARISIERT' FLUCHT 1938 JUGOSLAWIEN VERHAFTET 9.2.1942 DEPORTIERT 1942 KZ JASENOVAC ERMORDET         | Elisabethstr. 35 ·    | Alois Blühweis |
| | HIER WOHNTE HELMA BERTA BLÜHWEIS JG. 1926 FLUCHT 1938 JUGOSLAWIEN 1943 ITALIEN                                                                                                | Elisabethstr. 35 ·    | Helma Blühweis, Tochter von Alois. |
| | HIER WOHNTE HERBERT EICHHOLZER JG. 1903 IM WIDERSTAND / KPÖ VERHAFTET 7.2.1941 'HOCHVERRAT' TODESURTEIL 9.9.1942 HINGERICHTET 7.1.1943                                        | Schröttergasse 7 ·    | Herbert Eichholzer wurde am 31. Jänner 1903 in Graz geboren. Er wohnte ab 1913 in der Kirchengasse 15 (heute: Schröttergasse 7). 1922 legte er die Matura ab. Das Architekturstudium an der TU Graz schloss er 1928 ab. 1931/32 Bauleitung Arbeitsamt Graz. 1932–1939 war er in der Frankfurter Planungsgruppe für Wohnstädte in Moskau. Er engagierte sich bei den Sozialisten und beteiligte sich an den Februarkämpfen 1934. Verteilte vor der Abstimmung 1938 Flugblätter gegen den Anschluss Österreichs. Eichholzer flüchtete nach Triest, Schweiz, Paris, dem Zentrum des österreichischen Exils. Er organisierte für die KPÖ Umschulungen und Flüchtlingshilfe. Arbeitete als Architekt in Frankreich, Deutschland, Türkei. . Er verteilte ein Flugblatt gegen die NS-Euthanasiepraxis. Eichholz kam nach Verdun, wurde am 20. Jänner 1941 verhaftet und nach Wien gebracht, wo er 1942 mit anderen wegen Hochverrats zum Tode verurteilt wurde. Herbert Eichholzer wurde am 7. Jänner 1943 im Wiener Landesgericht mit dem Fallbeil hingerichtet.            |
| Bild gesucht Der Benutzer GeorgDerReisende ( Diskussion ) wünscht sich an dieser Stelle ein Bild vom Ort mit diesen Koordinaten 47.079931 15.437659 . Motiv: Wartingergasse 9: die Stolpersteine für die Familie Fischler, die Lage und das Haus Falls du dabei helfen möchtest, erklärt die Anleitung , wie das geht. BW  | HIER WOHNTE BERL FISCHLER JG. 1880 FLUCHT 1939 ITALIEN INTERNIERT TERAMO 1940 ENTLASSEN                                                                                       | Wartingergasse 9 ·    | Bernhard Fischler, genannt Berl, wurde 1880 in Kimpolung im heutigen Rumänien geboren. Er arbeitete als Straßenverkäufer. 1921 heiratete er Rosa geb. Waldner false Egert. Ab Juli 1921 wohnte das Paar in der Wartingergasse 9/II in Graz. Das Paar bekam zwei Kinder, Selma Schulamit, geboren am 23. Februar 1922, und Max, geboren am 26. November 1929. Nach dem „Anschluss“ versuchte die Familie zu flüchten. Die Tochter gelangte im November 1938 nach Palästina, der Sohn konnte mit einem Kindertransport im April 1939 nach Skandinavien in Sicherheit gebracht werden. |
| | HIER WOHNTE MAX FISCHLER JG. 1929 KINDERTRANSPORT 1939 SCHWEDEN | Wartingergasse 9 ·    | Max Fischler |
| | HIER WOHNTE ROSA FISCHLER VERH. EGERT JG. 1893 FLUCHT 1939 ITALIEN INTERNIERT 1944 LAGER FOSSOLI DEPORTIERT 1944 AUSCHWITZ ERMORDET                                           | Wartingergasse 9 ·    | Rosa Fischler |
| | HIER WOHNTE SELMA SCHULAMIT FISCHLER VERH. GRÜN JG. 1922 FLUCHT 1938 PALÄSTINA                                                                                                | Wartingergasse 9 ·    | Selma Schulamit Fischler |
| Bild gesucht Der Benutzer GeorgDerReisende ( Diskussion ) wünscht sich an dieser Stelle ein Bild vom Ort mit diesen Koordinaten 47.081223 15.438789 . Motiv: Kirchengasse 1: der Stolperstein für Jakob Gapp, die Lage und das Haus Falls du dabei helfen möchtest, erklärt die Anleitung , wie das geht. BW               | HIER LEHRTE JAKOB GAPP JG. 1897 IM CHRISTL. WIDERSTAND FLUCHT 1939 FRANKREICH, SPANIEN VERHAFTET 1942 FRANKREICH 'FEINDBEGÜNSTIGUNG' HINGERICHTET 13.8.1943 BERLIN-PLÖTZENSEE | Kirchengasse 1 ·      | Jakob Gapp |
| Bild gesucht Der Benutzer GeorgDerReisende ( Diskussion ) wünscht sich an dieser Stelle ein Bild vom Ort mit diesen Koordinaten 47.079395 15.441201 . Motiv: Humboldtstraße 14: der Stolperstein für Herbert von Hoffinger, die Lage und das Haus Falls du dabei helfen möchtest, erklärt die Anleitung , wie das geht. BW | HIER WOHNTE HERBERT VON HOFFINGER JG. 1890 VERHAFTET 1.9.1939 ‚SCHUTZHAFT‘ BUCHENWALD ENTLASSEN 1940                                                                          | Humboldtstraße 14 ·   | Herbert von Hoffinger |
| | HIER WOHNTE ADELE KURZWEIL JG. 1925 FLUCHT 1938 SCHWEIZ/FRANKREICH INTERNIERT DRANCY DEPORTIERT 1942 ERMORDET IN AUSCHWITZ                                                    | Schröttergasse 7 ·    | Adele Kurzweil wurde am 31. Jänner 1925 als Tochter von Bruno und Gisela Kurzweil geboren. Mit den Eltern am 28. August 1942 in Südfrankreich verhaftet, nach Auschwitz deportiert und dort ermordet. |
| | HIER WOHNTE BRUNO KURZWEIL JG. 1891 FLUCHT 1938 SCHWEIZ/FRANKREICH INTERNIERT DRANCY DEPORTIERT 1942 ERMORDET IN AUSCHWITZ                                                    | Schröttergasse 7 ·    | Bruno Kurzweil wurde am 13. Jänner 1891 in Josefstadt in Böhmen geboren. Seine Elternfamilie ging noch vor 1900 nach Graz, am 22. September 1912 trat Bruno aus der IKG Graz aus, ließ sich katholisch taufen, trat jedoch zehn Jahre später auch aus der katholischen Kirche aus. Er studierte Jus in Graz, 1914 wurde er promoviert. 1922 Heirat mit Gisela. Am 11. Juni 1938 erhielt er als Jude Berufsverbot durch die Rechtsanwaltskammer. Im Juli entschied Kurzweil sich für die Emigration nach Frankreich. In Paris schloss er sich sozialdemokratischen Organisationen an. Kam im Februar 1940 aus dem Internierungslager in Frankreich. Im Mai 1940 marschierte Deutschland in Belgien und Holland ein. Am 17. Juni 1940 ging die Familie in den Süden Frankreichs nach Montauban. Er organisierte für Flüchtlinge die Ausreise durch Hilfsgelder und Visa aus Frankreich. Am 28. August 1942 wurde die Familie in Auvillar nahe Montauban mit 170 anderen verhaftet und über zwei Lager am 9. September 1942 nach Auschwitz (KZ) deportiert und ermordet. |
| | HIER WOHNTE GISELA KURZWEIL GEB. TRAMMER JG. 1900 FLUCHT 1938 SCHWEIZ/FRANKREICH INTERNIERT DRANCY DEPORTIERT 1942 ERMORDET IN AUSCHWITZ                                      | Schröttergasse 7 ·    | Gisela Kurzweil, geb. Trammer kam am 25. Februar 1900 in Oderberg in Böhmen zur Welt. Sie heiratete Bruno aus Böhmen. 1925 wurde ihr einziges Kind Adele geboren. Trat am 11. Juni 1926 mit ihrer Tochter aus der Israelitischen Kultusgemeinde aus. Die Familie reiste am 1. Oktober 1938 in die Schweiz aus und am 17./19. weiter nach Frankreich. 1942 vom NS-Regime verhaftet, nach Auschwitz deportiert und dort ermordet. |
| | HIER WOHNTE GUIDA HENRIETTE LOEWI GEB. GOLDSCHMIEDT JG. 1888 ENTEIGNET UNFREIWILLIG VERZOGEN 1938 WIEN FLUCHT 1941 USA                                                        | Johann-Fux-Gasse 35 · | Guida Loewi |
| | HIER WOHNTE DR. OTTO LOEWI JG. 1873 'SCHUTZHAFT' 1938 ENTEIGNET FLUCHT 1938 ENGLAND, USA                                                                                      | Johann-Fux-Gasse 35 · | Otto Loewi; jüdisch; deutsch-österreichisch-amerikanischer Pharmakologe. Er und der britische Physiologe und Biochemiker Henry Hallett Dale erhielten gemeinsam „für ihre Entdeckungen bei der chemischen Übertragung der Nervenimpulse“ 1936 den Nobelpreis für Medizin. |
| | HIER WOHNTE VIKTOR LOEWI JG. 1912 VERHAFTET 1938 FLUCHT 1938 ENGLAND | Johann-Fux-Gasse 35 · | Viktor Loewi |
| | HIER WOHNTE WILHELM GUIDO LOEWI JG. 1915 VERHAFTET 1938 FLUCHT 1938 ENGLAND                                                                                                   | Johann-Fux-Gasse 35 · | Wilhelm Guido Loewi |

### VI. Jakomini
Im Bezirk Jakomini, dem 6. Bezirk von Graz, wurden 23 Stolpersteine an zehn Stellen verlegt.
| Stolperstein | Inschrift | Verlegeort            | Name, Leben |
| ------------ | --- | --------------------- | --- |
|              | HIER WOHNTE ILSE BIRO GEB. STERN JG. 1904 FLUCHT 1938 JUGOSLAWIEN, PALÄSTINA                                                      | Pestalozzistraße 32 · | Ilse Biro (1904–?) |
|              | HIER WOHNTE LORE BIRO JG. 1931 FLUCHT 1938 JUGOSLAWIEN, PALÄSTINA                                                                 | Pestalozzistraße 32   | Lore Biro (1931–?) |
|              | HIER WOHNTE LUDWIG BIRO JG. 1898 'SCHUTZHAFT' 1938 PAULUSTOR ENTLASSEN FLUCHT 1938 JUGOSLAWIEN, PALÄSTINA                         | Pestalozzistraße 32   | Ludwig Biro |
|              | HIER WOHNTE ANNA CHANNA DORTORT GEB. KÖRNER JG. 1898 FLUCHT 1939 JUGOSLAWIEN KLADOVO-TRANSPORT ERMORDET 1942 SAJMIŠTE             | Jakoministraße 10 ·   | Anna Channa Rechla Dortort geb. Körner kam am 15. März 1898 in Stryj in Galizien zur Welt. Sie hatte mehrere Geschwister und folgte ihnen in die steirische Landeshauptstadt. Von diesen wurden später vier sicherlich vom NS-Regime ermordet, zwei andere mutmaßlich. Anna Dortort arbeitete ab 1922 als Modistin in einem Hutgeschäft in der Grazer Jakominigasse und lernte in Budapest den Schriftsetzer Franz Heim Dortort kennen, den sie 1924 heiratete. Sie hatten zwei Kinder: Blanka (geboren 1924) und Leo (geboren 1928). In den Jahren 1935 bis 1937 betrieb Anna Dortort eine kleine Konditorei im Haus Jakominigasse 10, in dem sie mit ihrer Familie im ersten Stock wohnte. Nach der Annexion Österreichs verlor die Familie Arbeitsplatz und Wohnung und musste am 5. Oktober 1938 in eine Sammelwohnung in der Zweiglgasse 14 ziehen. Tochter Blanka konnte am 2. November 1938 mit einem Kindertransport nach Palästina in Sicherheit gebracht werden. Anna, Franz und Leo Dortort flüchteten am 12. März 1939 nach Jugoslawien und schlossen sich dem Kladovo-Transport an. Nach zwei Jahren konnte der 12-jährige Sohn Leo auf dem Landweg nach Palästina flüchten. Anna Dortort wurde schließlich vom KZ Sajmište aus mutmaßlich in einem Gaswagen ermordet, ihr Ehemann wurde vom NS-Regime erschossen. Als Todestag wurde der 12. Oktober 1941 festgesetzt.                                               |
|              | HIER WOHNTE BLANKA DORTORT JG. 1924 FLUCHT 1938 PALÄSTINA                                                                         | Jakoministraße 10 ·   | Blanka Dortort war die Tochter von Anna und Franz Dortort und wurde 1924 geboren. Sie konnte am 2. November 1938 mit 80 jüdischen Jugendlichen nach Palästina flüchten. Ihr jüngerer Bruder Leo konnte sich im März 1941 von Šabac auf dem Landweg nach Palästina retten. Mutter und Vater wurden vom NS-Regime ermordet. Blanka Dortort heiratete später in Palästina Kalman Flaks. Das Paar hatte zwei Kinder, Hanika und Michal, sowie vier Enkelkinder. |
|              | HIER WOHNTE FRANZ HAIM DORTORT JG. 1897 FLUCHT 1939 JUGOSLAWIEN KLADOVO-TRANSPORT ERMORDET 12.10.1941 ŠABAC                       | Jakoministraße 10 ·   | Franz Haim Dortort wurde am 26. März 1897 in Boryslaw in Galizien geboren und wuchs in Ungarn auf. In Budapest lernte er seine spätere Frau Anna Channa Körner kennen. Nach Abschluss seiner Schriftsetzerlehre arbeitete er noch einige Zeit in Bratislava, ging dann nach Graz und heiratete 1924. Im selben Jahr kam Tochter Blanka zur Welt, fünf Jahre später Sohn Leo. Zunächst wohnte die Familie in der Wielandgasse 23, nach Leos Geburt im ersten Stock des Hauses Jakominigasse 10. Im selben Haus hatte seine Frau von 1922 bis 1924 als Modistin in einem Hutgeschäft gearbeitet und Franz Dortort wirkte dort als Geschäftsführer eines Kurzwarengeschäfts. Seine Tochter konnte bereits am 2. November 1938 mit einem Kindertransport nach Palästina in Sicherheit gebracht werden. Am 12. März 1939 flüchteten Anna und Franz Dortort mit ihrem 10-jährigen Sohn Leo nach Jugoslawien und schlossen sich dem Kladovo-Transport an. Im März 1941 gelang es rund 200 Jugendlichen, sich auf dem Landweg via Griechenland, Istanbul, Aleppo und Beirut nach Palästina zu retten, darunter war der nunmehr 12-jährige Leo. Die Eltern konnten Šabac nicht mehr verlassen. Alle erwachsenen Männer des Transports wurden vom NS-Regime erschossen, darunter Franz Dortort am 12. Oktober 1941. Die Frauen und verbliebenen Kinder wurden zwischen 1941 und Mai 1942 in Gaswägen ermordet, darunter Anna Channa Dortort. |
|              | HIER WOHNTE LEO DORTORT JG. 1928 FLUCHT 1939 JUGOSLAWIEN KLADOVO-TRANSPORT 1941 PALÄSTINA                                         | Jakoministraße 10 ·   | Leo Dortort wurde am 18. September 1928 in Graz als Sohn von Anna und Franz Dortort geboren. Seine Schwester Blanka wurde 1924 geboren. Er besuchte die jüdische Volksschule bei der Synagoge. Er durfte zwar noch für einige Zeit am Nachmittag die Färberschule am Mehlplatz besuchen, wurde aber dann als jüdischer Schüler vom Unterricht ausgeschlossen. Im Oktober folgte die Zwangsumsiedlung in eine Sammelwohnung in Graz, im November die Trennung von der Schwester, die mit einem Kindertransport nach Palästina flüchten konnte, und am 12. März 1939 gemeinsam mit Vater und Mutter die Flucht nach Jugoslawien. Im März 1941 gelang es Leo Dortort, sich in einer Gruppe von rund 200 Jugendlichen sich auf dem Landweg via Griechenland, Istanbul, Aleppo und Beirut nach Palästina zu retten. Mutter und Vater wurden vom NS-Regime ermordet. 1946 war Leo Dortort zwei Jahre lang bei der Jewish Settlement Police verpflichtet. 1950 kehrte er nach Österreich zurück, um die Rückstellung des arisierten Vermögens zu regeln. 1954 wanderte er nach Kanada aus. |
|              | HIER WOHNTE OTHMAR VON GADOLLA JG. 1895 ERMORDET 15.3.1938                                                                        | Schönaugasse 86 ·     | Othmar von Gadolla, auch Otmar, wurde am 11. Juni 1895 als Sohn von Klemens Ritter von Gadolla (1847–1919) geboren. Er hatte fünf Geschwister, darunter der spätere Oberstleutnant Josef Ritter von Gadolla, der 1945 die Stadt Gotha kampflos den Alliierten übergab und dafür von der NS-Justiz zum Tode verurteilt und standrechtlich erschossen wurde. Othmar von Gadolla nahm am Ersten Weltkrieg teil, schied als Hauptmann aus und wurde leitender Polizeibeamter (Amtssekretär) in Graz. 1919 heiratete er Josefine Hatzy, das Paar hatte vier Söhne und eine Tochter. Von Gadolla stand als Monarchist in Opposition zum Nationalsozialismus. Er wurde am 15. März 1938 im Zuge eines Handgemenges mit SA-Leuten von diesen in seinem Amtszimmer erschossen. Sein Tod wurde, weil er den Nationalsozialisten ungelegen kam, offiziell als Selbstmord dargestellt, die Witwe erhielt eine Pension. |
|              | HIER ARBEITETE ISIDOR KÖRNER JG. 1903 ENTEIGNET 1938 FLUCHT 1939 KLADOVO-TRANSPORT JUGOSLAWIEN SCHICKSAL UNBEKANNT                | Grazbachgasse 41 ·    | Isidor Körner wurde am 17. Februar 1903 in Stryj geboren, hatte zumindest fünf Geschwister: Ettel, später verehel. Pruckner (1886–1942), Markus (1890–mutmaßlich 1941), Anna Channa, später verehel. Dortort (1898–1941), Arnold (1900–?) und Gisa, später verehel. Josefsberg (1904–?). Isidor Körner lernte Schlosser in den Puchwerken, lebte ab Jänner 1934 mit nichtjüdischer Lebensgefährtin und gemeinsamem Sohn in Grazbachgasse 41 im ersten Stock. Im Erdgeschoß betrieb er eine Fahrradhandlung und Vulkanisieranstalt, die 1938 enteignet wurde. Flüchtete mit anderen Familienmitgliedern am 12. März 1938 nach Jugoslawien. Das DÖW verzeichnet als Sterbedatum 11. Dezember 1941 und als Sterbeort Brčko. |
|              | HIER WOHNTE DR. ADOLF LICHTENSTEIN JG. 1906 FLUCHT 1938 ITALIEN, PALÄSTINA                                                        | Wielandgasse 23 ·     | Adolf Lichtenstein (1906–) |
|              | HIER WOHNTE UND ARBEITETE EMIL JERACHMIEL LICHTENSTEIN JG. 1874 GESCHÄFT 'ARISIERT' FLUCHT 1939 PALÄSTINA                         | Wielandgasse 23 ·     | Emil Lichtenstein |
|              | HIER WOHNTE KLARA (CHAJA) LICHTENSTEIN GEB. WERDINGER JG. 1878 FLUCHT 1939 PALÄSTINA                                              | Wielandgasse 23 ·     | Klara Lichtenstein |
|              | HIER WOHNTE DR. SIBYLLE MELITTA LICHTENSTEIN GEB. TARTER JG. 1912 FLUCHT 1938 ITALIEN, PALÄSTINA                                  | Wielandgasse 23       | Sibylle Melitta Lichtenstein |
|              | HIER WOHNTE ETTEL PRUCKER GEB. KÖRNER JG. 1886 UNFREIWILLIG VERZOGEN 1940 WIEN DEPORTIERT 1942 MALY TROSTINEC ERMORDET 4.9.1942   | Leitnergasse 2 ·      | Ettel Prucker geb. Körner kam am 3. September 1886 in Boryslaw in Galizien zur Welt. Sie hatte zumindest fünf jüngere Geschwister: Markus (1890–mutmaßlich 1941), Anna Channa, später verehel. Dortort (1898–1941), Arnold (1900–?), Isidor (1903–1941) und Gisa, später verehel. Josefsberg (1904–?). Sie heiratete Israel Pruckner und lebte von 1915 bis Dezember 1938 in der Leitnergasse 2, 2. Stock, Tür 7. Ihr Mann betrieb ein Textil-/Manufakturgeschäft am Lendplatz 7. Der Verein für Gedenkkultur gibt weiters an: spätestens 1940 Sammelwohnung in Wien, am 31. August 1942 Deportation ins Vernichtungslager Maly Trostinez mit Transport 39, Zug 225 und Ermordung am selben Tag. |
|              | HIER WOHNTE ISRAEL PRUCKER JG. 1884 UNFREIWILLIG VERZOGEN 1940 WIEN FLUCHT JUGOSLAWIEN SCHICKSAL UNBEKANNT                        | Leitnergasse 2 ·      | Israel Prucker} wurde am 8. Oktober 1884 in Drohobytsch in Galizien geboren, war verheiratet mit Ettel Körner, betrieb ein Textil-/Manufakturgeschäft am Lendplatz 7. Der Verein für Gedenkkultur gibt für seine Frau an: spätestens 1940 Sammelwohnung in Wien, am 31. August 1942 Deportation ins Vernichtungslager Maly Trostinez mit Transport 39, Zug 225 und Ermordung am selben Tag. Es ist wahrscheinlich, dass er ihr Los teilte. |
|              | HIER WOHNTE ELISABETH SCHKOLNIK GEB. BENEDIKT JG. 1908 FLUCHT 1938 PALÄSTINA                                                      | Pestalozzistraße 1 ·  | Elisabeth Schkolnik, geb. Benedikt |
|              | HIER WOHNTE RUTH SCHKOLNIK VERH. ROSOWSKY JG. 1934 FLUCHT 1938 PALÄSTINA                                                          | Pestalozzistraße 1 ·  | Ruth Schkolnik, verh. Rosowsky |
|              | HIER WOHNTE SAMUEL SCHKOLNIK JG. 1901 1938 GESCHÄFT 'ARISIERT' ,EHRFACH VERHAFTET 'SCHUTZHAFT' GRAZ, DACHAU FLUCHT 1938 PALÄSTINA | Pestalozzistraße 1 ·  | Samuel Schkolnik |
|              | HIER WOHNTE SYLVIA LUCIA SCHKOLNIK VERH. SHAMAI JG. 1937 FLUCHT 1938 PALÄSTINA                                                    | Pestalozzistraße 1 ·  | Sylvia Lucia Schkolnik, verh. Shamai |
|              | HIER WOHNTE MAX TARTER JG. 1883 VERHAFTET 1938 DACHAU FLUCHT 1938 ITALIEN 1939 PALÄSTINA                                          | Uhlandgasse 14 ·      | Max Tarter |
|              | HIER WOHNTE ROSA TARTER GEB. BOGEN JG. 1890 FLUCHT 1938 ITALIEN 1939 PALÄSTINA                                                    | Uhlandgasse 14 ·      | Rosa Tarter |
|              | HIER WOHNTE RICHARD ZACH JG. 1919 IM WIDERSTAND VERHAFTET 31.10.1941 VERURTEILT 17.8.1942 HINGERICHTET 27.1.1943                  | Pestalozzistraße 67 · | Richard Zach (geboren am 23. März 1919 in Graz) war Schriftsteller, Lehrer und Widerstandskämpfer. Er gründete im legalen christlichsozialen Verein „Freiheitsbund“ eine Jugendgruppe namens „Jungfreiheitsbund“ und betätigte sich in einer Gruppe antifaschistisch. Ab Herbst 1940 gab er eine Flugschrift Der Rote Stoßtrupp in einer Auflage von 150 Stück heraus, die bis Fohnsdorf gelangte. Nach kurzer Wehrmachtszeit arbeitete er als Lehrer in Graz. „Am 31. Oktober 1941 wurde er (und andere) ‚wegen Verdachts, kommunistische Parolen geschmiert zu haben‘ festgenommen und am 17. August 1942 vom Reichskriegsgericht in Berlin zum Tode verurteilt. Bis zu seiner Hinrichtung am 27. Jänner 1943 im Zuchthaus Berlin-Brandenburg-Görden verfasste Zach über 800 Gedichte, die er z. T. aus der Zelle schmuggelte und z. T. mit Schreiberlaubnis verfasst hatte.“ |
|              | HIER WOHNTE ANTON ZIERLER JG. 1900 VERURTEILT 17.3.1943 DEPORTIERT 28.5.1943 MAUTHAUSEN ERMORDET 25.4.1945                        | Schönaugürtel 53 ·    | Anton Zierler |

### VIII. St. Peter
Im Bezirk St. Peter, dem 8. Bezirk von Graz, wurden zwei Stolpersteine verlegt.
| Stolperstein | Inschrift                                                                           | Verlegeort           | Name, Leben      |
| ------------ | ----------------------------------------------------------------------------------- | -------------------- | ---------------- |
|              | HIER WOHNTE DR. MELITTA URBANCIC GEB. GRÜNBAUM JG. 1902 EMIGRIERT SEPT. 1938 ISLAND | Waldmüllergasse 14 · | Melitta Urbancic |
|              | HIER WOHNTE DR. VICTOR URBANCIC JG. 1903 EMIGRIERT AUG. 1938 ISLAND                 | Waldmüllergasse 14 · | Victor Urbancic  |

### XII. Andritz
Im Bezirk Andritz, dem 12. Bezirk von Graz, wurden vier Stolpersteine an zwei Stellen verlegt.
| Stolperstein | Inschrift | Verlegeort                                              | Name, Leben                                         |
| ------------ | --- | ------------------------------------------------------- | --------------------------------------------------- |
|              | HIER WOHNTE ANTON (TONI) HACKL JG. 1911 SPANIENKÄMPFER INTERNIERT GURS, DACHAU ERSCHOSSEN AUF DER FLUCHT 28.4 1945                                                                           | Lindengasse 7 ·                                         | Toni Hackl                                          |
|              | HIER WIRKTE MICHAEL LERPSCHER JG. 1905 IM CHRISTL. WIDERSTAND VERURTEILT 2.8.1940 'WEHRKRAFTZERSETZUNG' ZUCHTHAUS BRANDENBURG-GÖRDEN HINGERICHTET 5.9.1940                                   | Ulrichsbrünnl, Ulrichsweg ca. Nr. 16 (bei der Kirche) · | Michael Lerpscher weiterer Stolperstein in Augsburg |
|              | HIER WIRKTE DR. MAX JOSEF METZGER JG. 1887 IM CHRISTL. WIDERSTAND VERHAFTET 29.6.1943 VERURTEILT 14.10.1943 'HOCHVERRAT' HINGERICHTET 17.4.1944 BRANDENBURG-GÖRDEN                           | Ulrichsbrünnl, Ulrichsweg ca. Nr. 16 (bei Kirche) ·     | Max Josef Metzger                                   |
|              | HIER WIRKTE JOSEF RUF JG. 1905 IM CHRISTL. WIDERSTAND VERHAFTET MAI 1940 GRAZ, BERLIN-MOABIT VERURTEILT 14.9.1940 'WEHRKRAFTZERSETZUNG' ZUCHTHAUS BRANDENBURG-GÖRDEN HINGERICHTET 10.10.1940 | Ulrichsbrünnl, Ulrichsweg ca. Nr. 16 (bei der Kirche) · | Josef Ruf                                           |

## Verlegedaten
- 27. Juli 2013: Paulustorgasse[10][11], Pestalozzistraße 67, Rechbauerstraße 27
- 4. Juli 2014: Elisabethstraße 18, Gabriel-Seidl-Gasse 10, Grazbachgasse 41, Jakoministraße 10, Leitnergasse 2, Schröttergasse 7
- 17. Juli 2015: Alberstraße 18, Elisabethstraße 14, Rechbauerstraße 3, Schönaugasse 86
- 17. Juni 2016: Ruckerlberggürtel 14
- 16. August 2016: Elisabethstr. 35, Kapistran-Pieller-Platz, Radetzkystraße 8
- 27. Jänner 2017: Ruckerlberggürtel 14 (Der Stolperstein für Josef Scharfstein wurde im Zuge von Fernwärmeaufgrabung abhandengekommen, textident nachverlegt)
- 17. Juli 2017: Sackstraße 26
- 27. September 2017: Albrechtgasse 4, Radetzkystraße 8 (der Stolperstein für Robert Herzog war versehentlich nicht rechtzeitig hergestellt und wurde an diesem Tag nachverlegt), Rechbauerstraße 27 (Maria Neuhold), Sackstraße 16, Schönaugürtel 53,  Ulrichsweg ca. Nr. 16, Waldmüllergasse 14
- 22. November 2017: Sackstraße 21
- 29. Juni 2018: Pestalozzistraße 1
- 19. September 2019: Uhlandgasse 14, Wielandgasse 23
- 20. September 2019: Beethovenstraße 17, Johann-Fux-Gasse 35, Lindengasse 7, Schmiedgasse 38, Schörgelgasse 79
- 18. September 2020: Oper, anlässlich der Premiere des Stücks "Die Passagierin".[12]
- 22. Oktober 2020: Kirchengasse 1, Wartingergasse 9
- 22. und 23. Oktober 2021: Herrengasse 3, Naglergasse 18, Neutorgasse 49
- 5. Juni 2022: Joanneumring 16
- 15. Juni 2022: Mandellstraße 4
- 7. September 2022: Kaiserfeldgasse 21, Kapistran Pieller-Platz (Austausch der Stolpersteine, da sie durch Schneepflug beschädigt waren)
- 14. August 2023: Sparbersbachgasse 48